# Musical! Die Show
Musical! Die Show war eine Castingshow des österreichischen Rundfunks, deren Ziel es ist, den österreichischen Musical-Star per Zuschauervoting zu finden. Das Finale fand am 11. Jänner 2008 statt, bei dem Vincent Bueno als Sieger hervorging.

## Sendung
Das Casting zur Sendung begann im September 2007. Viele Interessierte meldeten sich zu einer Audition an. Durch Vorausscheidungen wurden die besten 10 von den Juroren ausgewählt.
Der Gewinner hätte laut ORF in der Wiener Produktion des Queen-Musicals We Will Rock You auftreten sollen, eine Vereinbarung zwischen dem ORF und den Veranstaltern BB promotion und den Vereinigten Bühnen Wien kam kurzfristig jedoch nicht zustande. Stattdessen gab der ORF bekannt, dem oder der Gewinner ein Preisgeld in Höhe von 50.000 Euro auszuzahlen. Mit diesem Geld soll der Sieger seine individuelle weitere Ausbildung finanzieren.
In der Sendung müssen die Kandidaten ihr Können im Bereich Musicals unter Beweis stellen, indem sie pro Show Ausschnitte bestimmter Musicals vortragen. Die Songs werden den Teilnehmern dabei vom ORF zugeteilt und können nicht selbst ausgesucht werden.
Die Fachjury, die die Darbietung sofort danach kommentiert, bestand aus dem Entertainer Alexander Goebel und der Künstleragentin Doris Fuhrmann. Ihnen stand in jeder Folge ein anderer Gaststar zur Seite: 23.11. Thomas Borchert, 30.11. Marika Lichter, 7.12. Maya Hakvoort, 14.12. Caroline Vasicek, 21.12. Andreas Bieber, 28.12. Yngve Gasoy Romdal,  4. 1. Nina Proll, 11.1. (Finale) Sylvester Levay. Eigentlich war für die Finalshow als Gastjuror der Musicalsänger Uwe Kröger vorgesehen, er wurde aber wegen Kritik an der Sendung vom ORF ausgeladen und durch den Musical-Komponisten Sylvester Levay ersetzt, aus dessen Feder die Musicals Mozart!, Elisabeth und Rebecca stammen.
Nach dem kostenpflichtigen Voting der Zuschauer per Anruf und SMS hatten die beiden letztplatzierten Kandidaten noch einmal die Chance mit einem selbst gewählten Joker-Song die Zuschauer zu überzeugen. Nochmals wurde durch Televoting, das mit 60 Sekunden befristet war, bestimmt, wer von den beiden doch noch in die nächste Runde aufsteigen durfte.
Ab April 2008 sendete das ZDF die Sendung Musical Showstar 2008 moderiert von Thomas Gottschalk.

## Kandidaten
Folgende Kandidaten kamen unter die besten Zehn:
1. Platz und Sieger Vincent Bueno (* 10. Dezember 1985, Wien) – 62,5 % der Stimmen bei der Finalentscheidung
2. Platz in der Finalshow am 11. Jänner 2008: Eva Klikovics (* 18. August 1985, Burgenland) – 37,5 % der Stimmen bei der Finalentscheidung
3. Platz in der Finalshow am 11. Jänner 2008: Gudrun Ihninger (* 18. Jänner 1989, Oberösterreich)
4. ausgeschieden am 4. Jänner 2008: Werner Mai (* 18. April 1989, Oberösterreich)
5. ausgeschieden am 28. Dezember 2007: Simone Fetz (* 15. September 1989, Steiermark)
6. ausgeschieden am 21. Dezember 2007: Alexander Donesch (* 25. Mai 1982, Kärnten)
7. ausgeschieden am 14. Dezember 2007: Nazide Aylin (* 6. Juli 1983, Niederösterreich)
8. ausgeschieden am 7. Dezember 2007: Alice Macura (* 20. Dezember 1982, Wien)
9. ausgeschieden am 30. November 2007: Markus Neugebauer (* 12. Februar 1980, Wien)
10. ausgeschieden am 23. November 2007: Bernhard Viktorin (* 28. März 1983, Wien)

## Erfolg
Im Durchschnitt waren 553.000 Zuschauer bei den acht Ausgaben, das entspricht einem Marktanteil von 25 Prozent. Bei der Votingsendung waren es durchschnittlich 613.000 (35 Prozent Marktanteil). Besonders groß war das Interesse bei den jungen Frauen (50 Prozent Marktanteil). Das Finale verfolgten bis zu 924.000 Zuseher, bei der ersten Abwahl und dem finalen Duett waren es um 22.25 Uhr durchschnittlich 898.000 Zuschauer (43 Prozent Marktanteil).